# Fröken Kyrkråtta
Fröken Kyrkråtta är en svensk komedifilm från 1941 i regi av Schamyl Bauman. I huvudrollerna ses Marguerite Viby och Edvin Adolphson.

## Om filmen
Från början var det en pjäs skriven av ungraren Ladislaus Fodor och kom till Sverige 1929. Den spelades på teatrarna under flera år. År 1932 filmades den i Hollywood som Beauty and the Boss. Fröken Kyrkråtta spelades in vid Centrumateljéerna och på Grand Hôtel i Stockholm.
Musiken i filmen komponerades av Kai Gullmar och Hasse Ekman skrev texterna. Filmen premiärvisades den 7 april 1941 i på biografen Aveny i Norrköping. Stockholmspremiär några månader senare, den 29 juli på biograf Royal vid Kungsgatan.
En dansk version spelades in och hade premiär senare samma år: Frk. Kirkemus; Marguerite Viby spelade även där huvudrollen.
Filmen har visats i SVT, bland annat 1985, 1992, i juli 2019 och i november 2021.

## Rollista i urval
- Marguerite Viby – fröken Eva Holm
- Edvin Adolphson – bankdirektör Anders Berg
- Ernst Eklund – överste Lindeberg
- Karl-Arne Holmsten – Lasse Berg, "Swing-Lasse", bankdirektörens son
- Eivor Landström – Vivi Lundgren, förra sekreteraren
- John Botvid – kamrer Blomgren
- Carl Hagman – Jönsson, hotellkypare
- Georg Funkquist – hovmästare
- Nils Johannisson – hotellportier
- Emil Fjellström – Andersson, nattvakt på banken
- Arne Lindblad – Pekka Jonsson, journalist
- Ragnar Widestedt – redaktör Strömberg vid Göteborgs Dagblad
- Artur Cederborgh – redaktör vid konkurrerande Göteborgstidning
- Oscar Åberg – konduktör

## Musik i filmen
- "Om du bara ler mot mej nå'n gång", musik Kai Gullmar, text Heman, sång Marguerite Viby, Karl-Arne Holmsten, Edvin Adolphson
- "General Cederschiöld", musik Per Grundström
- "En vårnatt i Wien", musik Kai Gullmar, text Heman, sång Marguerite Viby
- "Meditation", musik Thore Ehrling